# نیروهای مسلح امارات متحده عربی
نیروهای مسلح امارات متحده عربی (به عربی: القوات المسلحة لدولة الإمارات العربیة المتحدة Al-Quwwāt al-Musallaḥa li-Dewleta al -Imārāt al-Arabīyyah Muttaḥidah) نیروهای مسلح کشور امارات متحده عربی است و تعداد پرسنل آن تقریباً ۱۰۰٬۰۰۰ نفر می‌باشد. مرکز فرماندهی این نیرو در ابوظبی، امارات متحده عربی است. این نیرو در سال ۱۹۵۱ پایه‌گذاری شد.
در رده‌بندی قوی‌ترین ارتش‌های گلوبال فایرپاور 2024، نیروهای مسلح امارات رتبه هفتم خاورمیانه را به خود اختصاص داد.

## سازماندهی

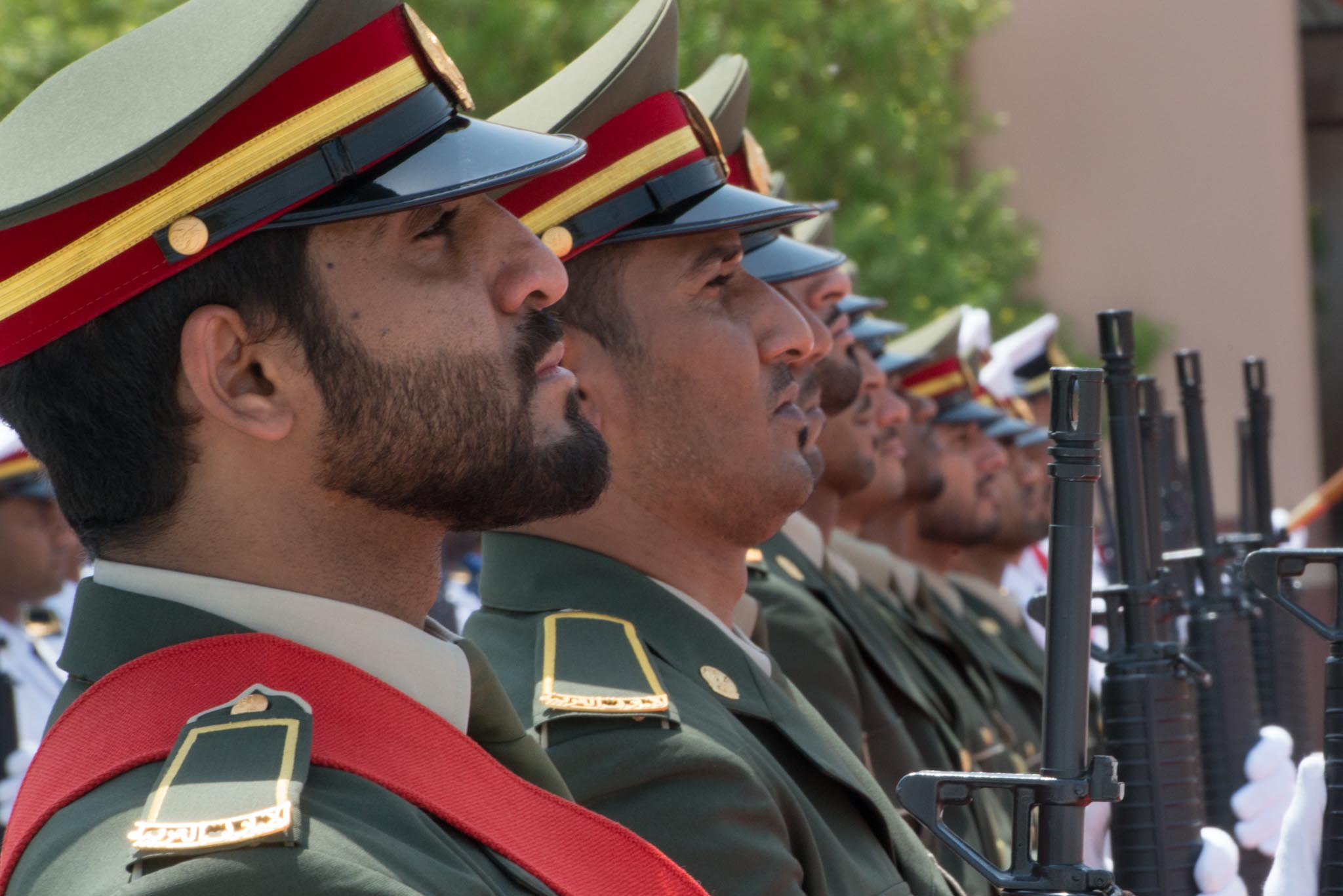
گارد افتخار امارات متحده عربی

نیروهای نظامی امارات متحدهٔ عربی متشکل از نیروی زمینی، نیروی دریایی، نیروی هوایی و نیروهای ویژهٔ گارد ریاست جمهوری (PG) است.

### شاخه‌های نظامی

#### نیروی زمینی
به عنوان بخشی از ارتش امارات متحده عربی، مسئول عملیات زمینی است.
- سپاه پزشکی، بخشی از نیروی زمینی امارات متحده عربی است و مسئول پشتیبانی پزشکی نظامی از سایر نیروهای مسلح امارات متحده عربی است.

#### نیروی هوایی
نیروی هوایی امارات متحده عربی حدود ۴۰۰۰ پرسنل دارد. نیروی هوایی در سال ۱۹۹۹ جهت خرید ۸۰ فروند هواپیمای جنگنده چندمنظوره اف-۱۶ با ایالات متحده آمریکا به توافق رسید. تجهیزات دیگر این نیرو شامل ۶۰ فروند میراژ ۲۰۰۰، هواپیمای هاوک و بالگردهای فرانسوی است.
- نیروی پدافند هوایی امارات متحده عربی مسئول حفاظت از حریم هوایی این کشور است و دارای یک سامانهٔ دفاع موشکی هاوک است.

#### نیروی دریایی
نیروی دریایی امارات متحده عربی از بیش از ۲۰۰۰ پرسنل و ۷۲ شناور تشکیل شده‌است.
- گارد ساحلی امارات متحده عربی مسئولیت محافظت از خط ساحلی امارات را از طریق اجرای قوانین دریایی، کنترل مرزها و مبارزه با قاچاق، بر عهده دارد.

#### گارد ریاست جمهوری
گارد ریاست جمهوری امارات متحده عربی (UAE-PG) در سال ۲۰۱۱ با ادغام گارد امیری، فرماندهی عملیات ویژه و گردان تفنگداران دریایی، تشکیل شده‌است.

## هزینه‌های نظامی
- ۱۹۹۹: ۲٬۱۰۰٬۰۰۰٬۰۰۰ دلار (۱٫۸٪ از تولید ناخالص داخلی)
- ۲۰۰۰: ۲٬۶۰۰٬۰۰۰٬۰۰۰ دلار (۰٫۸٪ از تولید ناخالص داخلی)
- ۲۰۰۵: ۳٬۸۰۰٬۰۰۰٬۰۰۰ دلار (۱٫۰٪ از تولید ناخالص داخلی)
- ۲۰۱۰: ۱۰٬۰۰۰٬۰۰۰٬۰۰۰ دلار

## نگارخانه

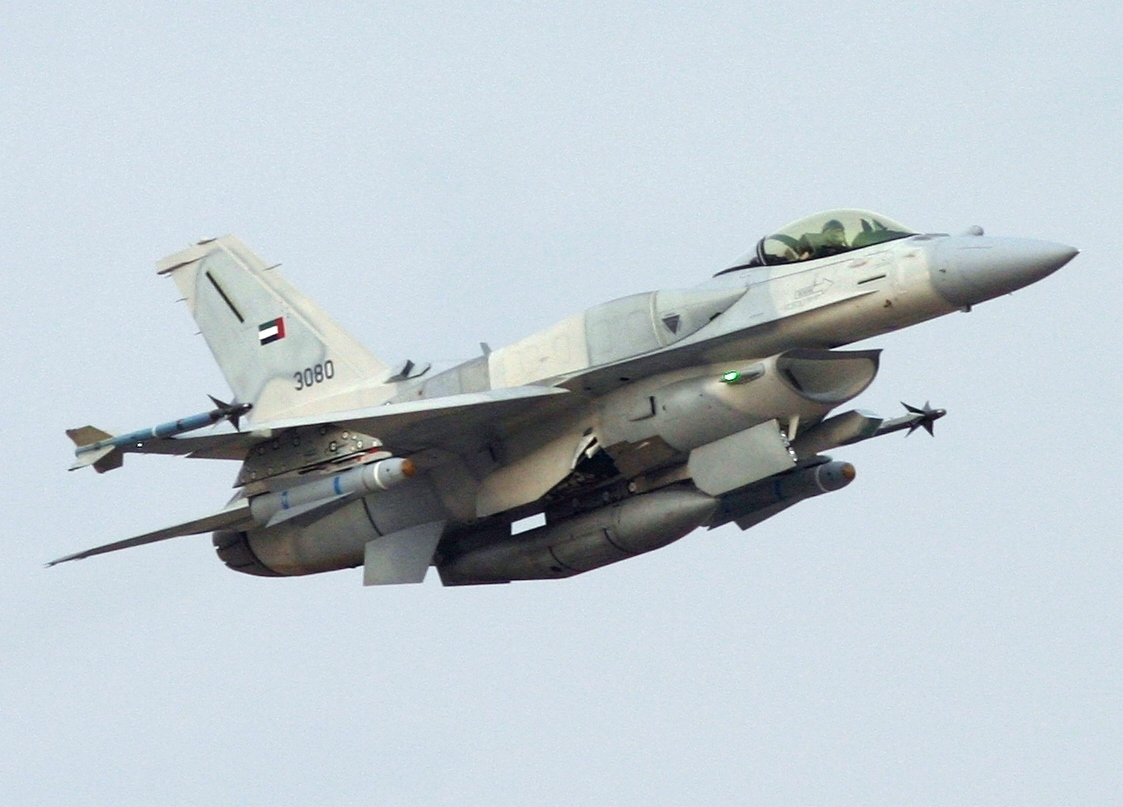
هواپیمای اف-۱۶ بلاک-۶۰ نیروی هوایی امارات
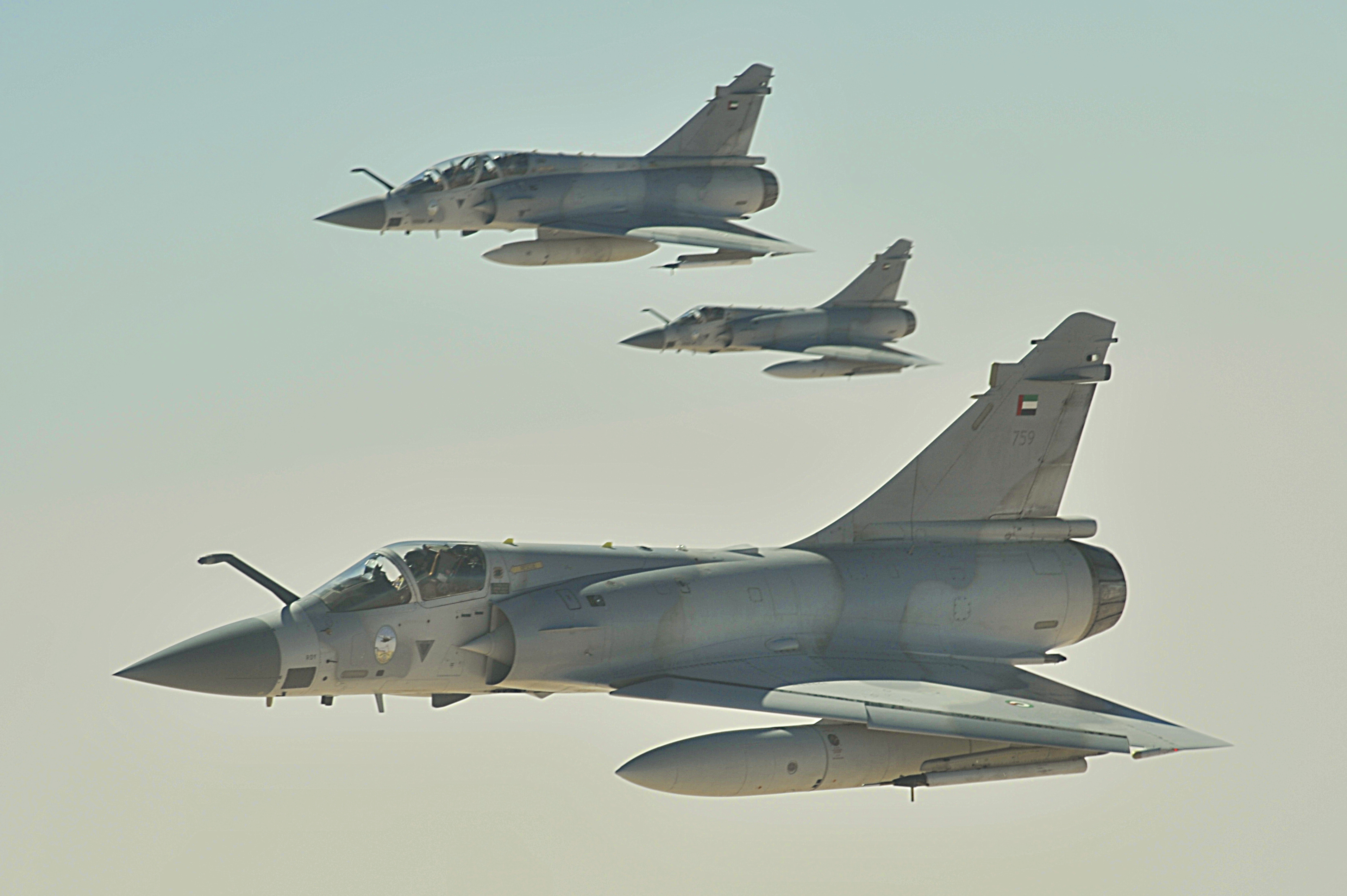
چند فروند میراژ ۲۰۰۰ نیروی هوایی امارات
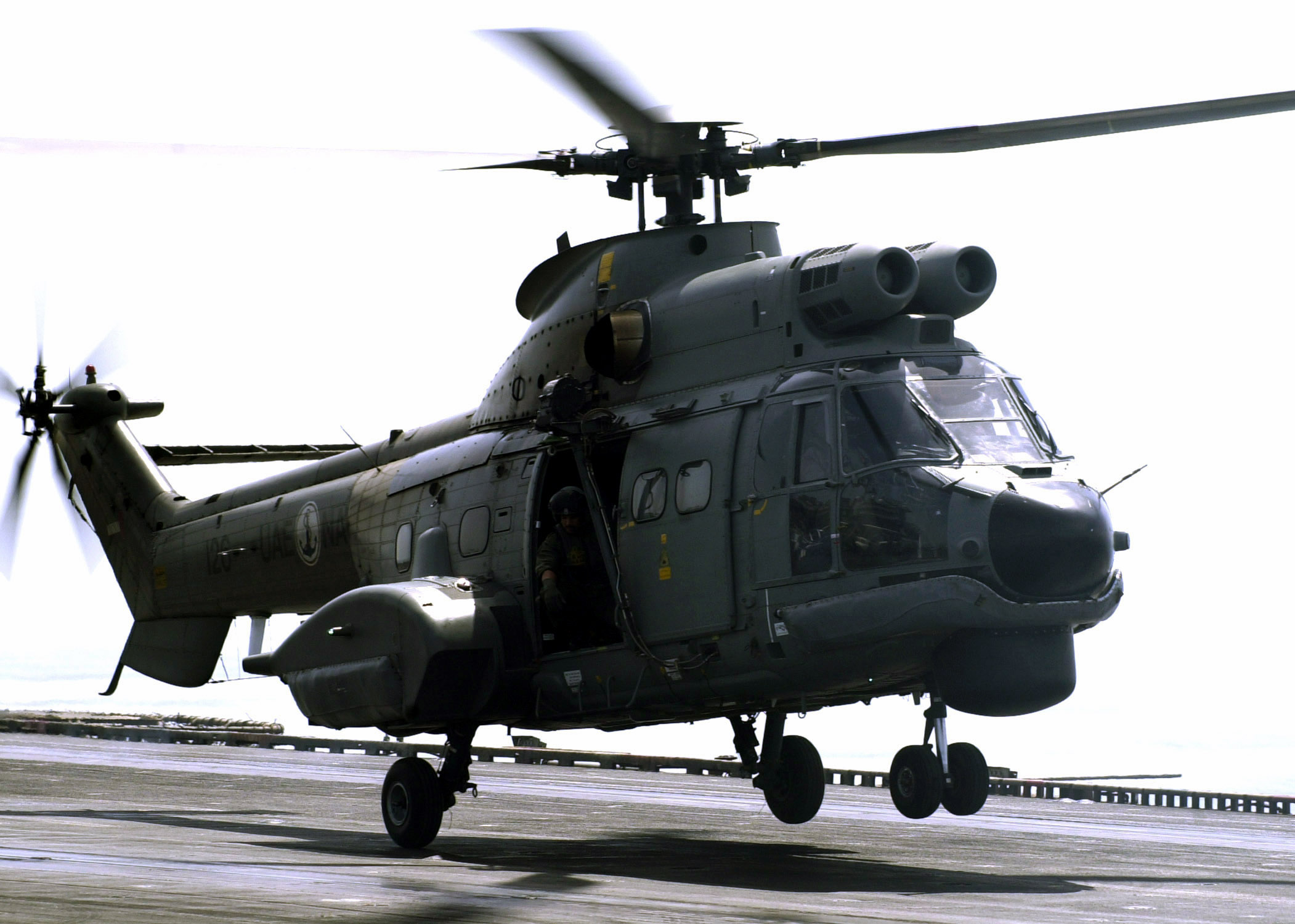
یک بالگرد سوپر پومای نیروی دریایی امارات
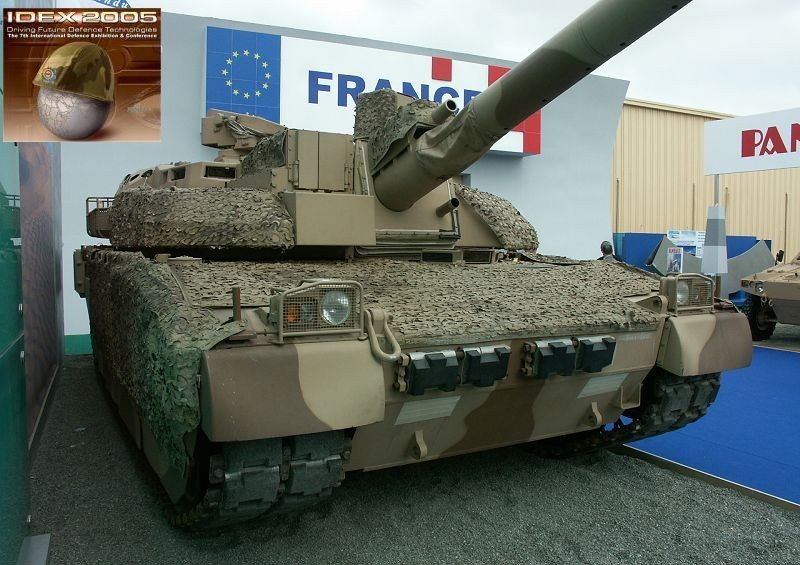
تانک لکلر نیروی زمینی امارات